# Ryan v. New York Central Railroad Co.
Ryan v. New York Central Railroad Co. ist eine Entscheidung des Court of Appeals of New York aus dem Jahre 1866 zum US-amerikanischen tort law (‚Deliktsrecht‘). Die New York Central Railroad Co. verursachte in diesem Fall durch Fahrlässigkeit den Brand eines ihrer Holzschuppen. Das Haus des plaintiffs (‚Kläger‘) stand hiervon 130 Fuß (etwa 40 m) entfernt und fing Feuer. Das Haus wurde durch das Feuer völlig zerstört. Ryan klagte auf Schadensersatz.
Der Kläger blieb beim Circuit Court erfolglos und legte hiergegen appeal ein. Der Court of Appeal entschied, dass in einem Fall von negligence der Schaden nur dann ersetzbar ist, wenn er als typischer und natürliche Folge des fahrlässigen Verhaltens angesehen werden kann und nicht zu weit von diesem entfernt ist. Im zu entscheidenden Fall sei der Schaden jedoch zu weit vom Verhalten des defendant entfernt. Die Klage wurde entsprechend abgewiesen und die Entscheidung des Circuit Courts bestätigt.